# Messor syriacus
Messor syriacus es una especie de hormiga del género Messor, subfamilia Myrmicinae. 

## Distribución
Esta especie se encuentra en Siria.